# Svartbröstad prinia
Svartbröstad prinia (Prinia flavicans) är en fågel i familjen cistikolor inom ordningen tättingar.

## Utseende och läte
Svartbröstad prinia är en ostreckad sångare med en lång, kilformad stjärt som ibland hålls rest. Undersidan är gulaktig med tydligt vitt på strupen. I häckningsdräkt har den ett brett mörkt bröstband (smalare hos honan) som är reducerat eller helt frånvarande i nordliga bestånd. Utanför häckningstid kan den likna ockrasidig prinia, men denna har rostfärgade vingar och saknar gult på undersidan. Sången består av en torr och hård ton, "dziiip", som upprepas tio till 30 gånger i snabb följd.

## Utbredning och systematik
Svartbröstad prinia delas in i fem underarter med följande utbredning:
- Prinia flavicans ansorgei – förekommer från kustnära Angola och Namibia (Namibiaöknen till Walvis Bay)
- Prinia flavicans bihe – förekommer från Angolas högland till Zambia
- Prinia flavicans flavicans – förekommer från Namibia till Botswana och nordvästra Sydafrika (Norra Kapprovinsen)
- Prinia flavicans nubilosa – förekommer från östra och nordöstra Botswana till sydvästra Zambia, sydvästra Zimbabwe och nordöstra Sydafrika
- Prinia flavicans ortleppi – centrala Sydafrika

Underarten ortleppi inkluderas ofta i nominatformen.

### Familjetillhörighet
Cistikolorna behandlades tidigare som en del av den stora familjen sångare (Sylviidae). Genetiska studier har dock visat att sångarna inte är varandras närmaste släktingar. Istället är de en del av en klad som även omfattar timalior, lärkor, bulbyler, stjärtmesar och svalor. Idag delas därför Sylviidae upp i ett antal familjer, däribland Cisticolidae.

## Levnadssätt
Svartbröstad prinia hittas i torr savann, buskmakrer och trädgårdar. Där ses den aktivt plocka små insekter från bladverket.

## Status
Arten har ett stort utbredningsområde och beståndet anses stabilt. Internationella naturvårdsunionen IUCN listar den därför som livskraftig (LC).

## Namn
Prinia kommer av Prinya, det javanesiska namnet för bandvingad prinia (Prinia familiaris).